# Aleksandar Aleksić
Aleksandar Aleksić, (cirillico serbo: Александар Алексић) (Šabac, 13 aprile 1992), è un canoista serbo.
Ha vinto una medaglia di bronzo nel K-4 1000 m ai campionati europei di canoa/kayak sprint 2012 a Zagabria.

## Biografia
Aleksandar è nato a Šabac, Serbia, il 13 aprile 1992. Ha iniziato a fare canoa nel 2004, quando aveva 12 anni. All'inizio era solo un divertimento, e lo faceva con gli amici sul fiume Sava. Ha vinto la sua prima medaglia nel 2005, in una piccola regata a Sremska Mitrovica, e questo segnò la svolta nella sua carriera.
È stato selezionato per partecipare con la sua nazionale ai giochi olimpici di Londra 2012.